# Budge Manzia
Budge Manzia, né le 24 septembre 1994, est un footballeur international congolais (RDC) évoluant au poste d'attaquant à Dukla Prague.

## En club
Budge Manzia commence sa carrière avec le club congolais du Sharks XI. En janvier 2013, il rejoint le club tunisien de l'Étoile sportive du Sahel. Puis en janvier 2014, il rejoint l'Europe et l'équipe tchèque du Dukla Prague.

## En sélection
Budge Manzia participe au Tournoi de Toulon 2013 , à la Coupe d'Afrique des nations junior 2013 et à la Coupe d'Afrique des nations de football 2013 avec l'équipe du Congo.